# OPI Products
OPI Products, nhãn hiệu cách điệu là O·P·I, là một nhà sản xuất sơn móng của Hoa Kỳ trụ sở tại North Hollywood, California và là công ty con của Coty, Inc..

## Lịch sử
OPI, ban đầu có tên là Odontorium Products Inc., là một công ty cung cấp nha khoa nhỏ do George Schaeffer mua vào năm 1981. Ngay sau khi tiếp quản công ty, Schaeffer đã được Suzi Weiss-Fischmann, Phó Giám đốc điều hành của OPI và Giám đốc nghệ thuật. Schaeffer và Weiss-Fischmann hợp tác với R. Eric Montgomery, một nhà sinh học và đã tạo ra một hệ thống acrylic mà Schaeffer bán đến từng cửa tiệm làm móng địa phương. Họ đóng cửa dịch vụ nha khoa và tập trung hoàn toàn vào sản phẩm làm móng, thay đổi tên thành OPI Products Inc.
Năm 1989, OPI mở rộng danh mục đầu tư của mình cho các sản phẩm sơn móng và các sản phẩm khác. Năm 2003, OPI đã tạo ra bộ sưu tập Legally Blonde 2 cũng đã được đề cập trong phim ảnh. Công ty từng cộng tác các phim bao gồm Ford Mustang, phim năm 2010 Alice in Wonderland, và Dell (2009).
Năm 2003, OPI đã đưa ra một dòng sản phẩm sơn móng cho những chú chó tên là Pawlish đã nhận được những đánh giá hỗn hợp. Trong năm 2007, sau khi áp lực từ EPA và tổ chức chiến dịch về mỹ phẩm an toàn, OPI đã lập lại công thức sơn móng và loại bỏ các chất hoá học DBP (dibutyl phthalate), formaldehyde và toluene.
Năm 2010, Coty, Inc. đã mua lại OPI Năm 2014, Coty bổ nhiệm Mary van Praag làm Tổng Giám đốc của OPI. Van Praag thay thế John Heffner, Tổng giám đốc hiện tại của Drybar.